# Навмахия

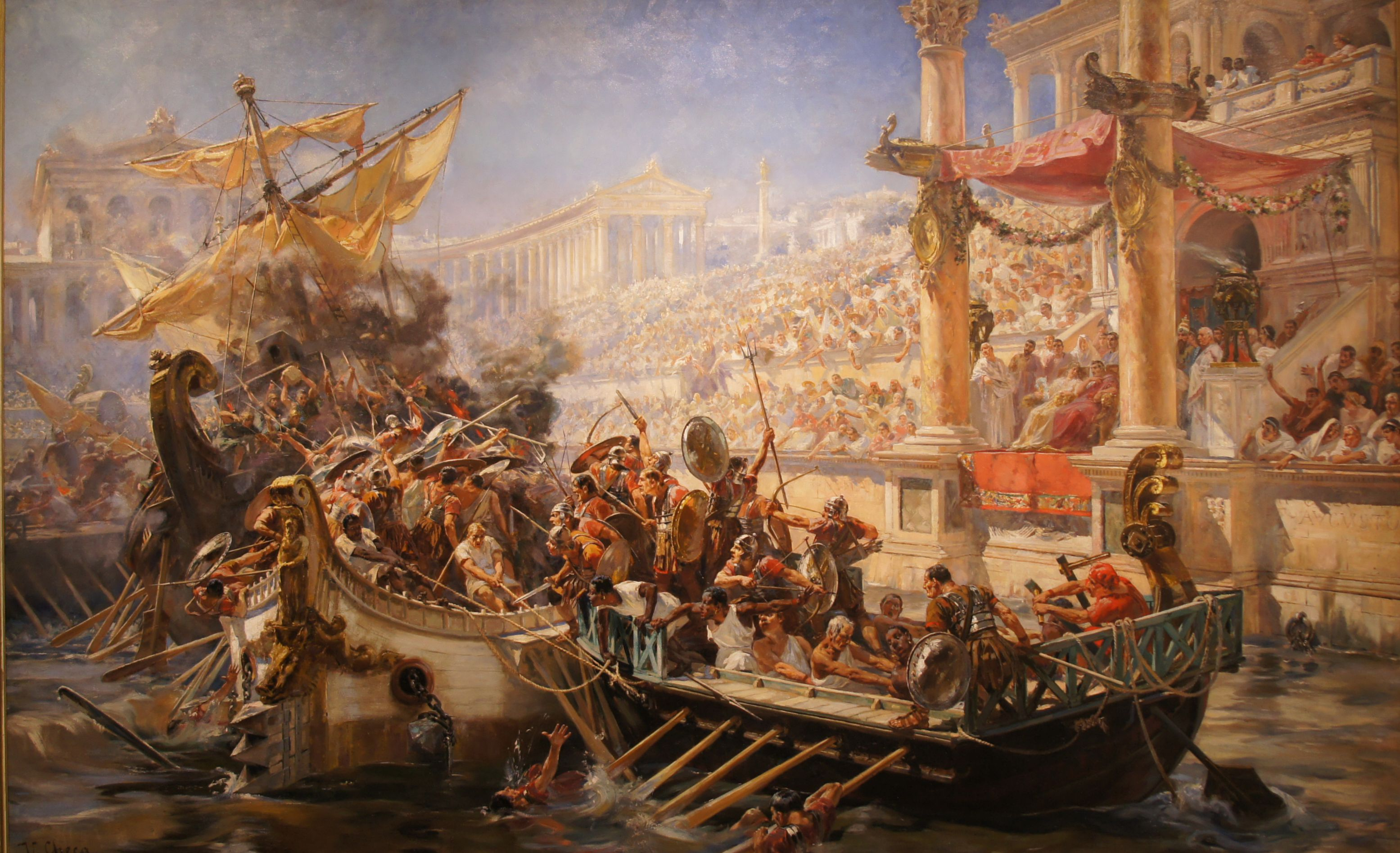
У. Чека. Навмахия (1894)

Навма́хия, или наума́хия (др.-греч. ναυμαχία — «морская битва»), — гладиаторское морское сражение в Древнем Риме, позднее — любое зрелище с имитацией морского боя. Считалась особо роскошным зрелищем. Сооружение для проведения навмахий  (искусственный водоём, часто с трибунами для публики) также называлось навмахией.
Одной из первых крупных навмахий стало представление 46 года до н. э. Для этого действа по приказу Гая Юлия Цезаря было выкопано целое озеро на Марсовом поле в Риме, по периметру которого выстроили здание со скамьями для зрителей. В «Деяниях божественного Августа» сообщается о навмахии на специально вырытом пруду размером 1800 на 1200 футов с участием более 30 кораблей и 3000 человек, не считая гребцов. Это была инсценировка Саламинского сражения между флотами греков и персов, впрочем, далёкая от достоверности.
Крупнейшей навмахией стало зрелище, организованное по приказу императора Клавдия. На Фуцинское озеро, которое затем планировалось осушить, было спущено 24 или 100 боевых кораблей, число сражающихся (осуждённых преступников) составило 19 000 человек. Из-за опасений мятежа к месту навмахии были стянуты войска; зрители заполнили берега, окрестные холмы, вершины гор, образующие естественный амфитеатр. Необычная навмахия была показана Нероном: в театр, где до этого показывали зрелища, внезапно была пущена морская вода, в которой плавали рыбы и «морские чудовища», и в этом бассейне была устроена инсценировка морского боя между персами и афинянами, после чего воду быстро спустили и на сухом дне показали сражение сухопутных войск.
Созданный по приказу Августа водоём для навмахий продолжали иногда использовать. Ещё одно грандиозное зрелище было организовано здесь по случаю открытия Колизея в 80 году н. э. при Тите. По завершении большой навмахии на озере возвели помост для травли зверей и гладиаторских боёв. Одновременно небольшие корабли сражались прямо на заполненной водой арене нового амфитеатра, изображая известное сражение 434 года до н. э. между керкирянами и коринфянами. На третий день состоялась новая «историческая» навмахия между «афинянами» и «сиракузянами», причём «афинянам», в реальности проигравшим битву 413 года до н. э., удалось не только одержать победу на воде, но и, высадившись на небольшом островке, захватить возведённую на нём «крепость».
В навмахиях Домициана участвовали целые флотилии кораблей. Они проводились на озере поблизости от Тибра, даже невзирая на сильный ливень и бурю. В результате непогоды при одной навмахии погибли почти все её участники, а от простуды — многие зрители. Последние упоминания о таких представлениях относятся к III веку: при Гелиогабале, который якобы приказал для этого наполнить каналы вином, при Филиппе Арабе во время празднования 1000-летия Рима и при Аврелиане в 274 году.
В Новое время крупные навмахии, но уже без кровопролития, организовывались Генрихом II в Руане (1550), Елизаветой I на Темзе (1563), Карлом IX в Марселе (1564) и Наполеоном в Милане (1807). В подражание сиракузской арене для морских представлений был устроен искусственный водоём в Гатчине.